# カルバン・フィリップス
- カルヴィン・フィリップス

カルバン・マーク・フィリップス（Kalvin Mark Phillips、1995年12月2日 - ）は、イングランド・リーズ出身のサッカー選手。プレミアリーグ・イプスウィッチ・タウンFC所属。イングランド代表。ポジションはミッドフィールダー。カルヴァンなどと表記揺れが見られるが、発音に準拠するとカルヴィンが正しい。

## クラブ経歴
2010年にリーズ・ユナイテッドのユースチームに加入し、2014-15シーズンからトップチームに昇格した。2019-20シーズンにはEFLチャンピオンシップを制してのプレミアリーグ昇格に貢献した。同年にはリヴァプールが獲得を目指しているとの報道がされた。
2022年7月4日、マンチェスター・シティへの移籍が発表。契約は2028年6月30日までの6年間。背番号は4番。
2024年1月26日、ウェストハム・ユナイテッドFCにシーズン終了までのレンタルで移籍した。しかし、失点に繋がるミスや退場などの低パフォーマンスが続いたこともあって僅か8試合の出場にとどまった。
2024年8月16日、新たにプレミアリーグに昇格したイプスウィッチ・タウンFCにレンタル移籍した。背番号は8番。

## 代表経歴
2020年8月、UEFAネーションズリーグのアイスランド戦とデンマーク戦に向けたメンバーとして、イングランド代表に初招集された。9月8日のデンマーク戦で先発出場、代表デビューを果たした。
2021年夏のUEFA EURO 2020では、グループリーグ初戦のクロアチア戦でスターリングの決勝ゴールをアシスト、この試合でのプレーは賞賛を集めた。決勝ではイタリア代表に敗れて準優勝に終わるも、レギュラーとして全試合に出場した
2022年 FIFAワールドカップのイングランド代表に選ばれた。

## 個人成績

### クラブ
2024年1月26日現在
| クラブ                 | シーズン     | リーグ戦              | リーグ戦 | リーグ戦 | FAカップ | FAカップ | EFLカップ | EFLカップ | 国際大会 | 国際大会 | その他 | その他 | 合計 | 合計 |
| クラブ                 | シーズン     | ディヴィジョン        | 出場     | 得点     | 出場     | 得点     | 出場      | 得点      | 出場     | 得点     | 出場   | 得点   | 出場 | 得点 |
| ---------------------- | ------------ | --------------------- | -------- | -------- | -------- | -------- | --------- | --------- | -------- | -------- | ------ | ------ | ---- | ---- |
| リーズ・ユナイテッド   | 2014-15      | EFLチャンピオンシップ | 2        | 1        | 0        | 0        | 0         | 0         | -        | -        | -      | -      | 2    | 1    |
| リーズ・ユナイテッド   | 2015-16      | EFLチャンピオンシップ | 10       | 0        | 0        | 0        | 0         | 0         | -        | -        | -      | -      | 10   | 0    |
| リーズ・ユナイテッド   | 2016-17      | EFLチャンピオンシップ | 33       | 1        | 2        | 0        | 5         | 0         | -        | -        | -      | -      | 40   | 1    |
| リーズ・ユナイテッド   | 2017-18      | EFLチャンピオンシップ | 41       | 7        | 1        | 0        | 1         | 0         | -        | -        | -      | -      | 43   | 7    |
| リーズ・ユナイテッド   | 2018-19      | EFLチャンピオンシップ | 42       | 1        | 0        | 0        | 2         | 0         | -        | -        | 2      | 0      | 46   | 1    |
| リーズ・ユナイテッド   | 2019-20      | EFLチャンピオンシップ | 37       | 2        | 1        | 0        | 2         | 0         | -        | -        | -      | -      | 40   | 2    |
| リーズ・ユナイテッド   | 2020-21      | プレミアリーグ        | 29       | 1        | 1        | 0        | 0         | 0         | -        | -        | -      | -      | 30   | 1    |
| リーズ・ユナイテッド   | 2021-22      | プレミアリーグ        | 20       | 0        | 0        | 0        | 3         | 1         | -        | -        | -      | -      | 23   | 1    |
| リーズ・ユナイテッド   | 通算         | 通算                  | 214      | 13       | 5        | 0        | 13        | 1         | -        | -        | 2      | 0      | 234  | 14   |
| マンチェスター・シティ | 2022-23      | プレミアリーグ        | 12       | 0        | 4        | 0        | 2         | 0         | 3        | 0        | 0      | 0      | 21   | 0    |
| マンチェスター・シティ | 2023-24      | プレミアリーグ        | 4        | 0        | 0        | 0        | 1         | 0         | 4        | 1        | 1      | 0      | 10   | 1    |
| マンチェスター・シティ | 通算         | 通算                  | 16       | 0        | 4        | 0        | 3         | 0         | 7        | 0        | 1      | 0      | 31   | 1    |
| キャリア通算           | キャリア通算 | キャリア通算          | 230      | 13       | 9        | 0        | 16        | 1         | 7        | 0        | 3      | 0      | 265  | 15   |

## 代表歴

### 出場大会
- イングランド代表
  - 2022 FIFAワールドカップ

### 試合数
- 国際Aマッチ 31試合 1得点（2020年-2023年）[14]

| イングランド代表 | 国際Aマッチ | 国際Aマッチ |
| 年               | 出場        | 得点        |
| ---------------- | ----------- | ----------- |
| 2020             | 4           | 0           |
| 2021             | 15          | 0           |
| 2022             | 6           | 0           |
| 2023             | 6           | 1           |
| 通算             | 31          | 1           |

## タイトル

### クラブ
リーズ・ユナイテッド
- EFLチャンピオンシップ: 2019-20

マンチェスター・シティ
- プレミアリーグ: 2022-23
- FAカップ: 2022-23
- UEFAチャンピオンズリーグ: 2022-23
- UEFAスーパーカップ: 2023
- FIFAクラブワールドカップ: 2023

### 個人
- EFL 月間最優秀選手賞: 2016年10月
- EFL 年間ベストイレブン: 2018-19

## 人物
リーズ市アームリー出身の根っからのリーズっ子。4人きょうだいで育つ。父親は薬物やケンカで服役することが多く、あまり家にいなかった。母親はピザ屋などの仕事を掛け持ちし、子どもたちを育てた。14歳でリーズユナイテッドにスカウトされる。練習場は父親の刑務所の真向かいだった。